# Bitnahalli, Malur
Bitnahalli là một làng thuộc tehsil Malur, huyện Kolar, bang Karnataka, Ấn Độ.